# Moldefjord (Molde)
Der Moldefjord (norwegisch Moldefjorden) ist kein Fjord im eigentlichen Sinn, sondern ein 13 km langer Sund in der Kommune Molde in der norwegischen Provinz Møre og Romsdal.

## Geographie
Der Moldefjord ist ein Zweig des Romsdalsfjords. Er beginnt im Westen am Kap Julsundnes und dem dort vom Romsdalsfjord nach Norden abzweigenden Julsund. Er verläuft von dort nach Osten zwischen der Stadt Molde an seinem Nordufer und den rund 50 der Stadt im Süden gegenüberliegenden Inseln des Molde-Archipels, bis er zwischen dem Flughafen Molde-Arø im Norden und der Insel Bolsøya im Süden in den weiter nach Osten führenden, 25 km langen Fannefjord übergeht.

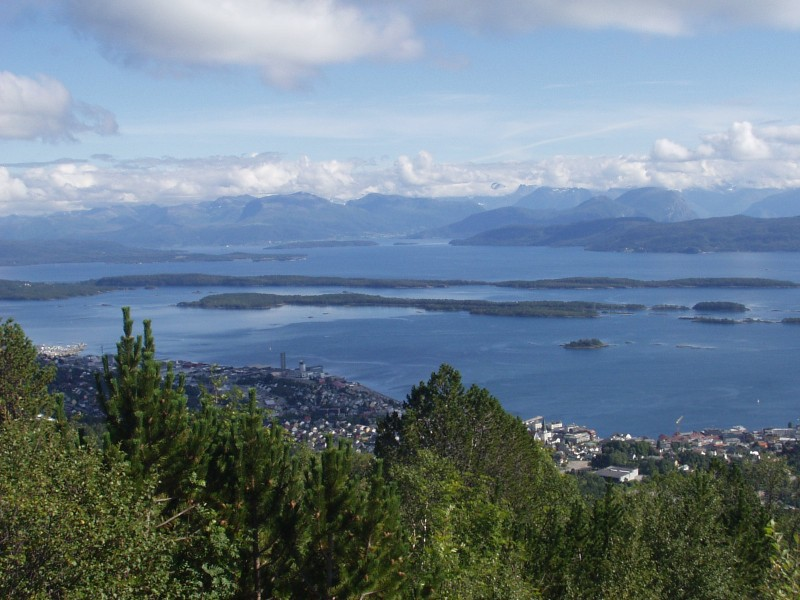
Der Moldefjord, die Inseln Seterøya und Fårøya, dahinter der Karlsoyfjord (Blick von Nordwesten, mit Molde im Vordergrund)

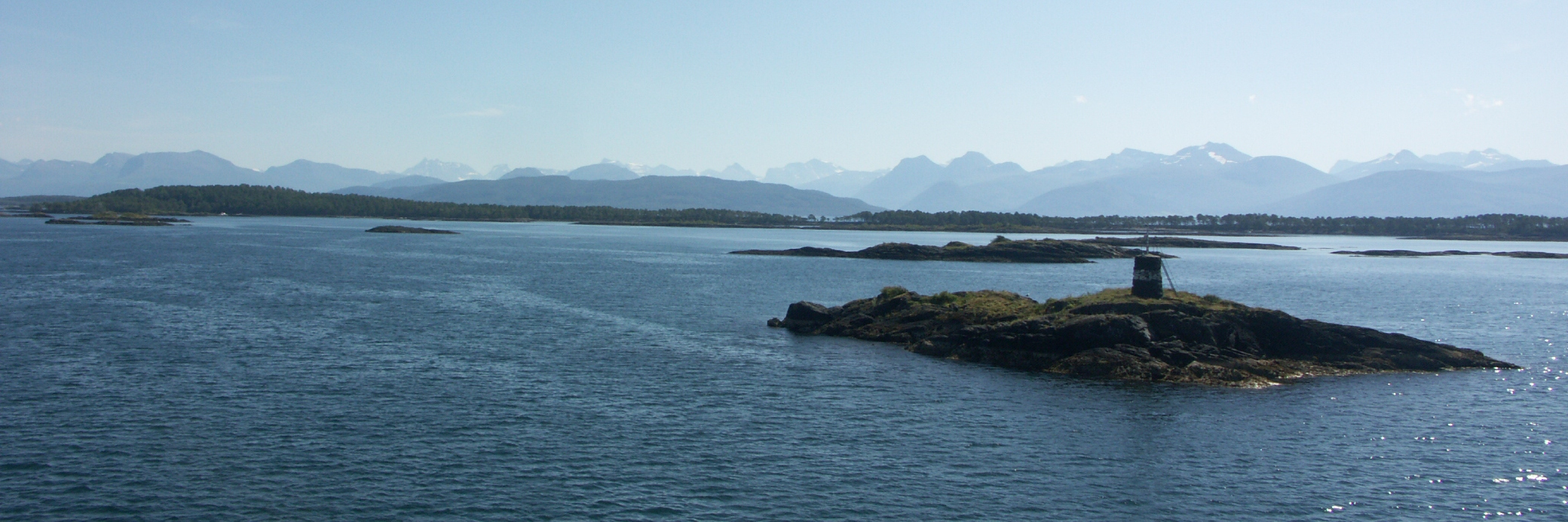
Schären im Moldefjord

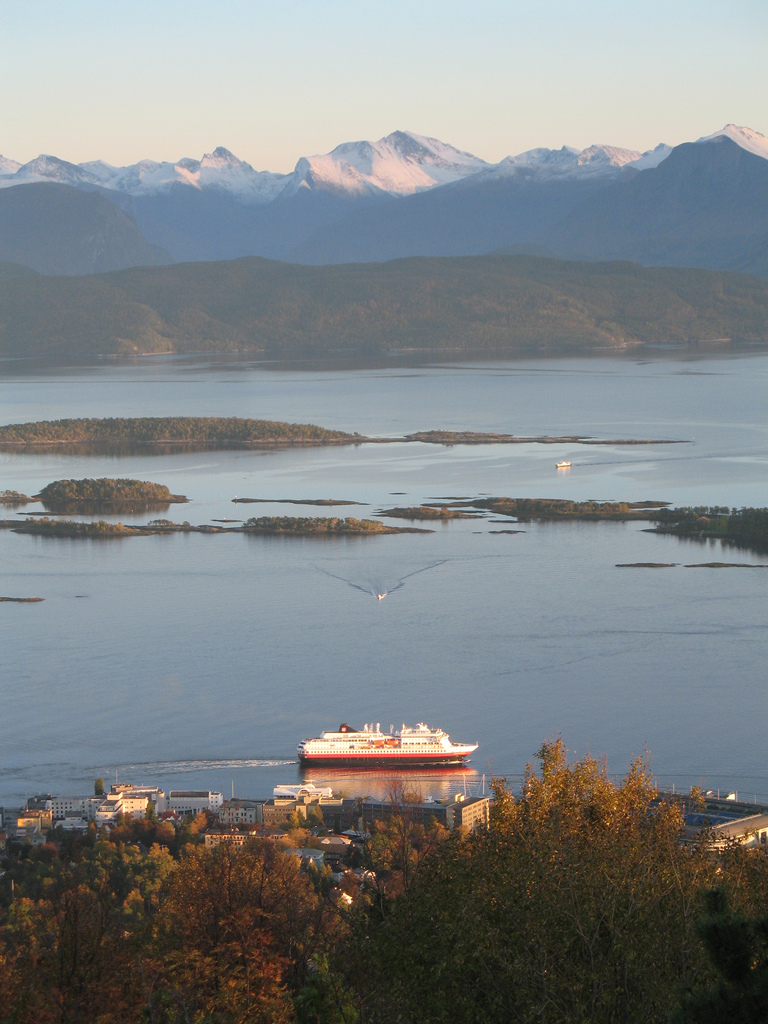
Blick von Norden auf den Moldefjord und Teile des Molde-Archipels

## Verkehr
Die Europastraße 39 nach Trondheim verläuft ab Molde am Nordufer des Moldefjord und dann des Fannefjord entlang, bis sie bei Hjelset nach Nordosten abbiegt. Eine Autofähre auf der Linienführung der Europastraße 39 verkehrt von Molde über den Moldefjord und den Romsdalsfjord nach Vestnes (Furneset). Ein 1991 eröffneter Straßentunnel, der 2.743 Meter lange Fannefjordtunnel, führt unter der Landebahn des Flughafens und dem Fjord hindurch auf die Insel Bolsøya.

## Der Molde-Archipel
Die südliche Begrenzung des Moldefjords wird auf den östlichen zwei Dritteln durch die Inseln des Molde-Archipels (norwegisch  Moldeøyane; Moldeholmene) gebildet. Der Archipel besteht aus etwa 50 meist baumbestandenen Inseln und Holmen südlich von Molde. Die Inseln sind öffentlich zugängliches, aber unter Naturschutz stehendes Erholungsgebiet. Das Fischereimuseum auf der Hauptinsel Hjertøya, die mit einem Wassertaxi von Molde aus erreichbar ist, enthält Exponate zur Seefahrt und Fischerei aus dem 17. bis 19. Jahrhundert.